# 슈나우저

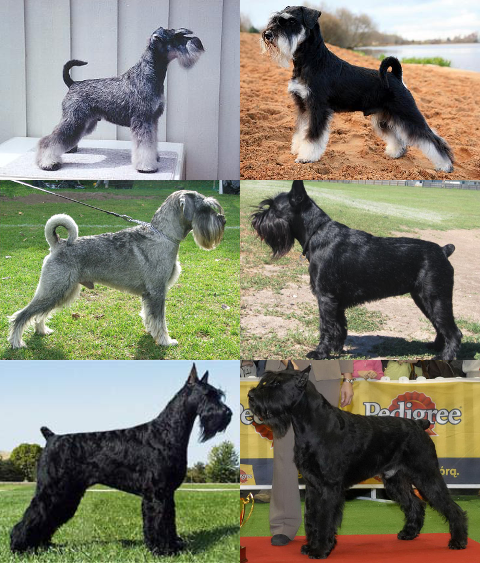
슈나우저

슈나우저(Schnauzer)는 14~16세기로부터 기원된 독일산 반려견의 한 품종이다. 슈나우저는 1400년대 말부터 독일에서 농장개로 길러져, 쥐를 잡고 가축을 몰고 다니며 외양간을 지켰다고 한다. 슈나우저는 주둥이를 뜻하는 독일어 "Schnauze"에서 왔다.

## 품종
슈나우저는 자이언트, 스탠더드, 미니어처의 세 품종이 있다.
- 자이언트 슈나우저
- 스탠더드 슈나우저
- 미니어처 슈나우저

## 외관
귀는 조금작고 세워져 있으며, 주둥이는 길지 않고, 끝에 수염같은 털이 수북하다. 털의 색깔은 솔트&페퍼, 블랙&실버, 블랙, 화이트 등이 있다. 슈나우저의 품종에 따라 어깨높이와 몸길이가 다르다. 꼬리나 귀를 자르는 경우도 있다. 1년이 되기 전에 10kg이상 자란다.아기때 이빨갈이 때문에 주변의 물건들을 많이 씹는다. 개껌이라던지 대용품은 필수이다 안그러면 가구나 신발등이 남아나지를 않는다